# گورستان ده پابید
قبرستان ده پابید مربوط به سده‌های متاخر دوران‌های تاریخی پس از اسلام است و در شهرستان خاش، بخش نوک آباد، دهستان اسکل‌آباد، جنوب غربی روستای ده پابید واقع شده و این اثر در تاریخ ۲۷ اسفند ۱۳۸۶ با شمارهٔ ثبت ۲۲۶۲۹ به‌عنوان یکی از آثار ملی ایران به ثبت رسیده است.